# Le Port (Ariège)
Le Port é uma comuna francesa na região administrativa de Occitânia, no departamento de Ariège.